# Second Milestone
Second Milestone är en klippa i Sydgeorgien och Sydsandwichöarna (Storbritannien). Den ligger i den nordvästra delen av Sydgeorgien och Sydsandwichöarna.
Terrängen runt Second Milestone är huvudsakligen kuperad, men österut är den platt. Havet är nära Second Milestone norrut.